# Struthanthus haenkei
Struthanthus haenkei är en tvåhjärtbladig växtart som först beskrevs av Karel Presl, och fick sitt nu gällande namn av Adolf Engler. Struthanthus haenkei ingår i släktet Struthanthus och familjen Loranthaceae. Inga underarter finns listade i Catalogue of Life.